# Zone pélagique

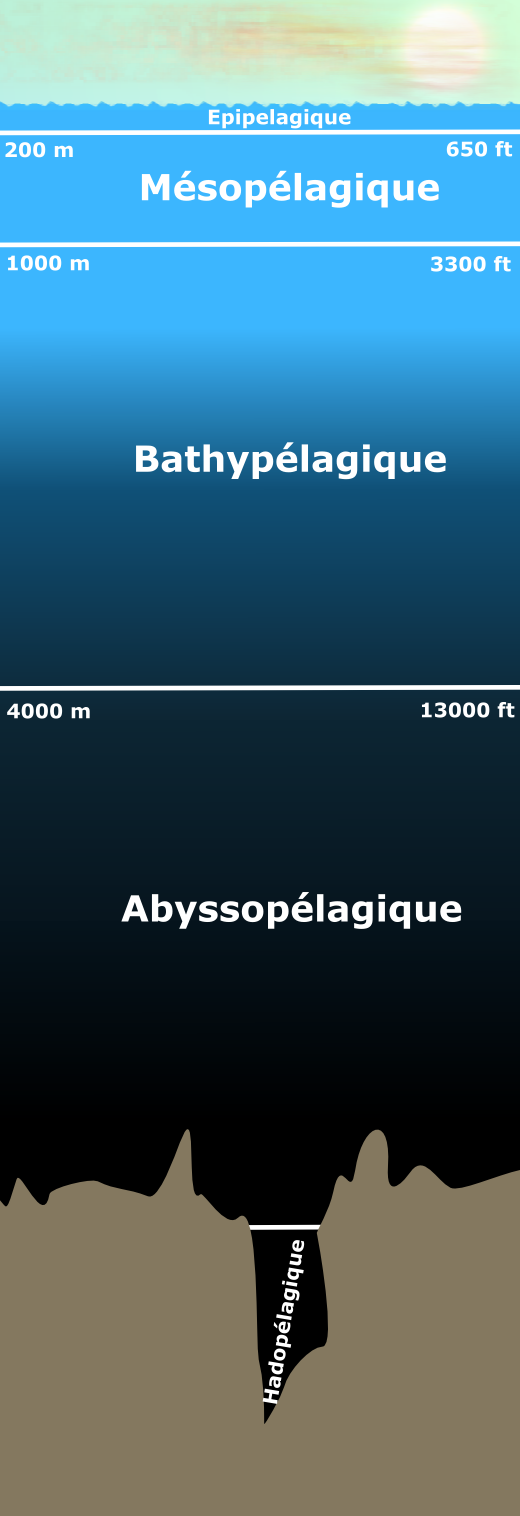
Diagramme des couches de la zone pélagique.

La zone pélagique est la partie des lacs, des mers ou océans comprenant la colonne d'eau, c'est-à-dire les parties autres que les côtes ou le fond marin (la plaine abyssale). Par opposition, la zone démersale comprend l'eau proche des côtes ou du fond marin. Le nom provient du grec πέλαγος (pélagos), qui peut se traduire par « haute mer ».
La zone pélagique est divisée en sous-zones, suivant des différences dans leurs caractéristiques écologiques (qui est sensiblement fonction de la profondeur marine) :
- épipélagique (de la surface jusqu'à 200 mètres) : espace où la lumière est suffisante pour permettre la photosynthèse, les plantes et animaux étant largement concentrés dans cette zone. Cet espace est aussi appelé « zone photique » ;
- mésopélagique (entre 200 et 1 000 mètres) : la lumière arrivant à pénétrer ces profondeurs est insuffisante pour la photosynthèse. Le nom vient du grec μέσον (meson), « milieu ». Cet espace est aussi appelé « zone aphotique » ;
- bathypélagique (entre 1 000 mètres et 4 000 mètres) : à cette profondeur, l'océan est presque entièrement sombre (avec simplement les organismes bioluminescents). Il n'y a pas de plantes vivantes et la plupart des animaux survivent en consommant la neige marine des détritus tombant des zones au-dessus ou par la chasse d'autres organismes. Les calmars géants vivent à cette profondeur, où ils sont chassés par le cachalot. Le nom vient du grec βαθύς (bathys), « profond » ;
- abyssopélagique (de 4 000 mètres jusqu'à la croûte océanique) : aucune lumière quelle qu'elle soit ne pénètre à cette profondeur. La plupart des êtres vivants sont aveugles et albinos. Le nom vient du grec άβυσσος (abyssos), « abysse », signifiant « sans fond » (dans les temps anciens, on croyait que l'océan était sans fond) ;
- hadopélagique (les profondeurs des failles océaniques, jusqu'à 11 000 mètres) : le nom dérive de Hadès, dieu de la mythologie grecque régnant sur le monde souterrain. Cette zone est en très grande partie inconnue et très peu d'espèces y ont été répertoriées.

Les zones bathypélagique, abyssopélagique et hadopélagique sont très similaires et certains biologistes marins ne parlent alors que d'une seule zone ou considèrent les deux dernières comme identiques. D'autres définissent la zone hadopélagique en dessous de 6 000 mètres.
Dans les océans, le chalutage profond détruit une partie de la faune pélagique, très lente à se reconstituer.